# Félix d'Hérelle
Félix d'Hérelle (1873 - 1949) va ser un microbiòleg franco-canadenc i el codescobridor (Frederick Twort ho va fer dos anys abans) dels virus bacteriòfags que infecten bacteris. Va experimentar amb la possibilitat d'utilitzar la fagoteràpia. D'Hérelle també està molt considerat per la seva contribució a la microbiologia aplicada.

## Obra publicada
- 1946. L'étude d'une maladie: Le Choléra. French. F. Rouge & Cie S. A., Lausanne. OCLC 11221115
- 1938. Le Phénomène de la Guérison dans les Maladies Infectieuses. Masson et cie, París. OCLC 5784382
- 1933. Le Bactériophage et ses Applications Thérapeutiques. Doin, París. OCLC 14749145
- 1929. Études sur le Choléra. Impr. A. Serafini, Alexandrie. OCLC 15864352
- 1926. Le Bactériophage et son Comportement. Masson et Cie, París. OCLC 11981307
- 1923. Les Défenses de l'Organisme. Flammarion, París. OCLC 11127665
- 1921. Le Bactériophage: Son Rôle dans l'Immunité. Masson et cie, París. OCLC 14794182